# No Other Choice
No Other Choice (Originaltitel: koreanisch 어쩔수가없다 RR Eojjeol suga eopda, deutsch ‚„Ich kann es nicht ändern“‘) ist ein südkoreanischer Spielfilm von Park Chan-wook aus dem Jahr 2025. Die schwarzhumorige Satire basiert auf einem Roman von Donald Westlake. Im Mittelpunkt der Handlung steht ein Familienvater, der seine Arbeit verliert. Als sein Leben aus den Fugen gerät, beginnt er, mögliche Mitbewerber bei der Jobsuche auszuschalten. Die Hauptrolle übernahm Lee Byung-hun. Die Uraufführung des Films findet Ende August 2025 bei den Internationalen Filmfestspiele von Venedig statt.

## Handlung
Man-soo arbeitet seit 25 Jahren als Experte in der Papierproduktion. Er ist glücklich mit Mi-ri verheiratet und Vater zweier Kinder. Als er eines Tages von seinem Arbeitgeber entlassen wird, stürzt er in eine existenzielle Krise. Man-soo verspricht seiner Familie, innerhalb von drei Monaten eine neue Stelle zu finden. Ein Jahr später arbeitet er in einem Supermarkt und besucht weiterhin Vorstellungsgespräche. Die Familie steht kurz davor, ihr Haus zu verlieren.
Als der verzweifelte Man-soo bei einem Bewerbungsgespräch von einem Abteilungsleiter gedemütigt wird, fängt er an, andere Bewerber um den Job aus dem Weg zu schaffen.

## Hintergrund

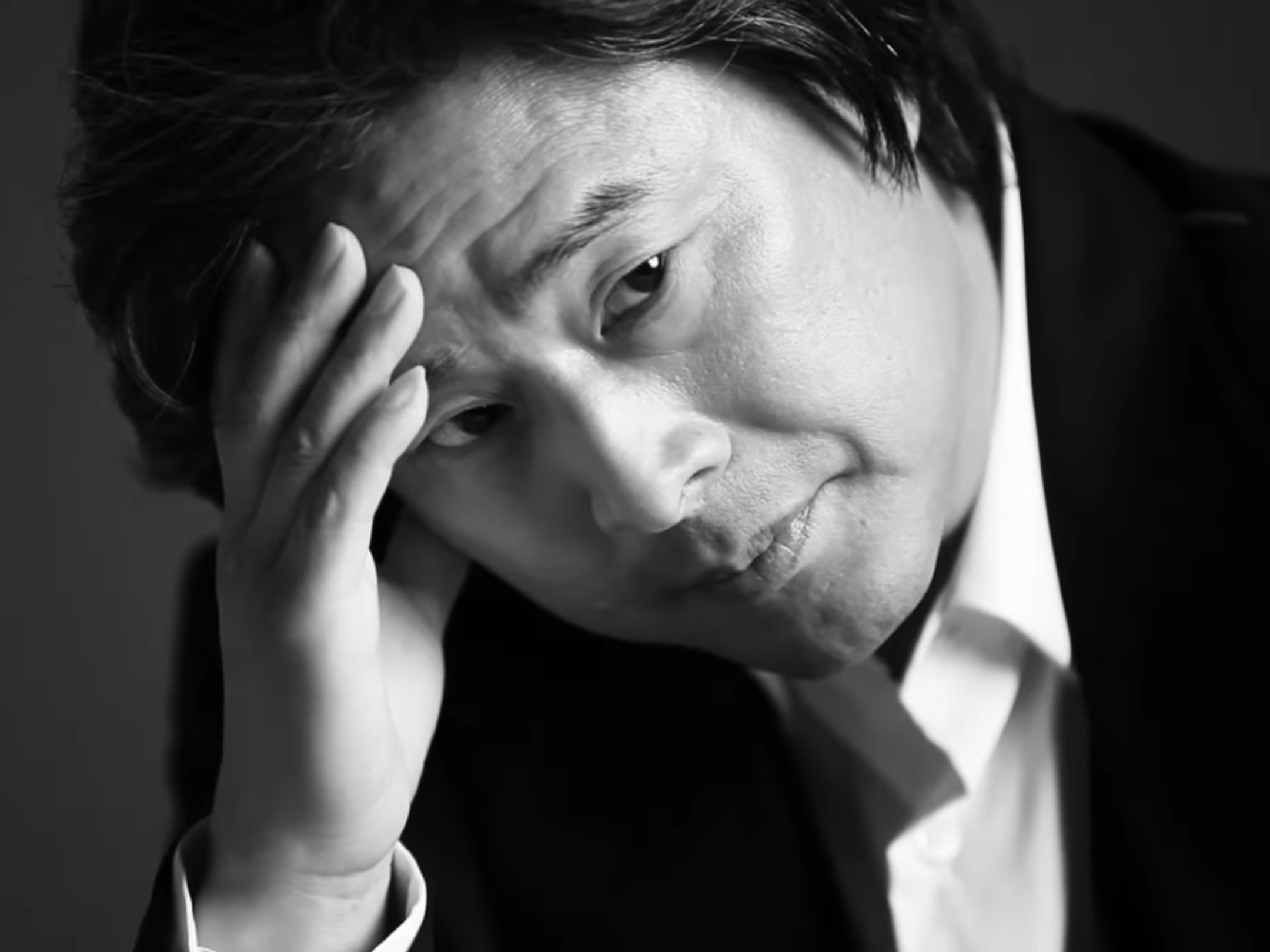
Regisseur Park Chan-wook (2013)

No Other Choice ist der 13. Spielfilm des südkoreanischen Regisseurs Park Chan-wook. Er verfasste gemeinsam mit Lee Kyoung-mi, Jahye Lee und Don McKellar auch das Drehbuch. Es basiert auf dem im Jahr 1997 erschienenen Kriminalroman The Ax des US-amerikanischen Schriftstellers Donald E. Westlake (1933–2008). Eine deutschsprachige Übersetzung unter dem Titel Der Freisteller erschien ein Jahr später im Europa Verlag. Parks Regiearbeit ist nach Costa-Gavras’ Die Axt (2005) die zweite Verfilmung von Westlakes Roman.
Der Film wurde von den südkoreanischen CJ ENM Studios und Parks eigenem Filmstudio Moho Films produziert.

## Veröffentlichung
Die Weltpremiere von No Other Choice findet am 29. August 2025 im Rahmen des 82. Internationalen Filmfestivals von Venedig statt. Der Beitrag wurde in den Hauptwettbewerb aufgenommen.
Der reguläre Kinostart in Südkorea ist für September 2025 vorgesehen.
In Nordamerika soll No Other Choice von Neon verliehen werden. Das Unternehmen hatte mit Park bereits an der Kino-Wiederveröffentlichung seines Films Oldboy (2003) zusammengearbeitet.
Ein knapp einminütiger Teaser wurde im Juli 2025 veröffentlicht.

## Auszeichnungen
Park Chan-wook wurde mit No Other Choice zum zweiten Mal nach 2005 in den Wettbewerb um den Goldenen Löwen der Filmfestspiele von Venedig eingeladen.